# PrettyAsh
PrettyAsh(ぷりてぃーあっしゅ)は、日本の女性アイドルグループである。2019年4月21日にグループ名を決定。

## 概要
東京・AKIBAカルチャーズZONE6階にあるステージ常設型・カフェレストラン「AKIHABARAバックステージpass」及び「バクステ外神田一丁目」に所属するアイドルキャストから、選抜投票で選ばれたメンバーによるアーティストユニット。PUNK&ROCKを楽曲コンセプトに、楽曲派としてライブ活動を行っている。最初の選抜メンバー10人は2019年4月14日に発表された。

## メンバー

### 基本情報
| 名前（バクステキャスト名） | よみ                   | ニックネーム | メンバーカラー | 生年月日 | 活動開始日    | 備考 |
| -------------------------- | ---------------------- | ------------ | -------------- | -------- | ------------- | ---- |
| IROHA(小鳥遊彩)            | いろは(たかなしいろは) | いろは       | アクアマリン   | 2月21日  | 2019年4月14日 |      |

### 元メンバー
| 名前（バクステキャスト名） | よみ                   | ニックネーム | メンバーカラー     | 生年月日 | 活動開始日    | 活動終了日    | 備考                                                                                 |
| -------------------------- | ---------------------- | ------------ | ------------------ | -------- | ------------- | ------------- | ------------------------------------------------------------------------------------ |
| MIKI(伊宮みき)             | みき(いみやみき)       | てゃん       | レッド             | 1月18日  | 2019年4月14日 | 2020年5月31日 | AKIHABARAバックステージpassの退職に伴う卒業                                          |
| MAFUYU(巴まふゆ)           | まふゆ(ともえまふゆ)   | ふう様       | スカーレット       | 12月28日 | 2019年4月14日 | 2020年5月31日 | AKIHABARAバックステージpassの退職に伴う卒業                                          |
| MIRI(真田美璃)             | みり(さなだみり)       | みりち       | イエロー           | 12月10日 | 2019年4月14日 | 2020年8月30日 | エラバレシに専念することに伴う卒業                                                   |
| NACO(春日菜子)             | なこ(かすがなこ)       | なこ様       | スウィートホワイト | 3月11日  | 2019年4月14日 | 2021年1月24日 | AKIHABARAバックステージpassの退職に伴う卒業                                          |
| YUI(夕咲ゆい)              | ゆい(ゆうざきゆい)     | ゆい         | ジェットブラック   | 11月6日  | 2019年4月14日 | 2021年3月5日  | AKIHABARAバックステージpass及びPrettyAshの活動辞退                                   |
| YUKA(佐藤優香)             | ゆか(さとうゆか)       | ゆうにゃん   | いちごみるくぴんく | 6月25日  | 2019年4月14日 | 2021年6月26日 | AKIHABARAバックステージpassの退職に伴う卒業                                          |
| RURIKA(浅田るりか)         | るりか(あさだるりか)   | ルーリー     | ラピスラズリ       | 10月27日 | 2019年4月14日 | 2023年2月25日 | リーダー（2020年8月23日〜2023年2月25日）、外神田いっちょめ、及びPretty Ashの卒業     |
| AKANE(美里朱音)            | あかね(みさとあかね)   | あかね       | サンレッド         | 2月24日  | 2019年4月14日 | 2023年2月25日 | サブリーダー（2020年8月23日〜2023年2月25日）、外神田いっちょめ、及びPretty Ashの卒業 |
| MIO(桃山美緒)              | みお(ももやまみお)     | みおみお     | ファビュラスピーチ | 1月14日  | 2019年4月14日 | 2023年2月25日 | 外神田いっちょめ、及びPretty Ashの卒業                                               |
| HARUKA(寿春歌)             | はるか(ことぶきはるか) | はるか       | フレイムオレンジ   | 8月10日  | 2020年12月4日 | 2023年2月25日 | Pretty Ashの卒業                                                                     |
| SARA(一ノ瀬沙良)           | さら(いちのせさら)     | さららん     | パステルブルー     | 7月13日  | 2020年12月4日 | 2023年2月25日 | 外神田いっちょめ、及びPretty Ashの卒業                                               |
| INORI(平松いのり)          | いのり(ひらまついのり) | いのり       | シュガーホワイト   | 12月29日 | 2020年12月4日 | 2023年2月25日 | 外神田いっちょめ、及びPretty Ashの卒業                                               |

## 来歴

### 2019年
- 7月21日、AKIHABARAバックステージpassの7周年ライブにて衣装および「アイデンティティ」お披露目。
- 7月23日、店舗にて、1000人動員達成でCDデビュー決定を発表。
- 8月5日、Twitter投票により、略名を「プリア」に決定。投票結果は、アッシュ20％、プリア39％、プリアシュ14％、プリティア27％。
- 9月 - 10月頃、大型広告モデル争奪！「ロードモバイルアイドルグループチャレンジ」のイベントに参加し優勝。対象のギルド共闘の期間は、9月23日 - 30日。
- 10月10日、MIRAI系アイドルTV内にて、メンバーの多数決によりMIKIがリーダーに決定。
- 12月21日、P（お客さん）の投票により翌年リリースされるタイトル楽曲が決定。収録曲は、「アイデンティティ」、「僕たちはイカロスじゃない」、「限界突破でWe Go!」。

### 2020年
- 2月24日 - 3月1日、JR秋葉原駅に、大型広告モデル争奪！「ロードモバイルアイドルグループチャレンジ」優勝による、副賞の巨大広告が掲載される。
- 4月7日、1stシングルCD「アイデンティティ」発売。
- 5月31日、MIKI、MAFUYU脱退。
- 7月18日、10回のチャレンジステージ開催を発表。（1st→2ndチャレンジステージ）
- 8月3日、運営、P（お客さん）の投票により、リーダーがRURIKA、サブリーダーがAKANEに決定。
- 8月10日 - 19日に開催されたSHOWROOMイベントを勝ち抜き、8月29日、@JAM ONLINE FESTIVAL2020のGreenステージ、ウェルカムアクトに参加。（観客は配信）
- 8月31日、MIRI、PrettyAsh及びバクステ外神田一丁目を卒業し、エラバレシに加入。
- 10月15日、IROHA静養のため一時活動休止。
- 10月17日、エラバレシと2マンライブ「エラバレシ×Pretty Ash 2マンライブ 〜Rock Rock Rock!!!」を渋谷duo MUSIC EXCHANGEにて開催。
- 10月24日、NEXT IDOL GRANDPRIX 2020 準決勝にて優勝し、渋谷付近の巨大広告掲載決定。
- 10月31日、チャレンジステージ#10で、YUKA卒業予定を卒業撤回し、継続を発表。
- 11月14日、AKIHABARAバックステージpassにて行われている、10月度のマンスリーランキング表彰式で、P（お客さん）の投票及び運営票による、新メンバー追加実施を発表。
- 12月4日、新メンバーの3名、HARUKA、SARA、INORIを発表。2021年4月2枚目CDのリリース及び新衣装作成の発表。

### 2021年
- 1月24日、NACO卒業。
- 1月30日、AKIHABARAバックステージpass9周年ライブにて新メンバーを含めた新体制開始。2ndシングルリリース日が5月18日に決定。2番目の新衣装もお披露目。
- 2月15日 - 28日、2020年10月にNIG2020準決勝にて優勝した際に権利を獲得した渋谷付近の巨大広告掲載。掲載場所：センター街のABCマート、O-CREST。
- 2月27日、セカンドシングル表題曲投票、DVD盤センター投票開催発表。期間：3月1日 - 13日。5月18日発売予定のPretty Ash2ndシングル表題曲とDVD盤のジャケットセンターを決定。
- 3月5日、YUIの契約解除。
- 3月14日、AKIHABARAバックステージpassにて行われた、2ndシングルリリースイベントにて、DVD盤ジャケットセンター：HARUKA、2ndシングル表題曲「Believers」に決定したことが発表される。表題曲投票順位、1位:Believers、2位:Say Hello、3位:Reality。ジャケットセンター投票順位、1位:HARUKA、2位:MIO、3位:SARA。
- 5月18日、2ndシングルCD「Believers」発売。
- 6月26日、YUKA卒業。
- 6月22日、『Believers』がテレ玉「高校野球ダイジェスト2021」EDテーマ曲にタイアップ決定。
- 6月28日 - 7月4日に行われた「TOKYO  IDOL  FESTIVAL2021 全国選抜LIVE」の北海道・東日本ブロックAのSHOWROOMイベントを2位で通過。
- 7月24日、「TOKYO  IDOL  FESTIVAL2021 全国選抜LIVE」の北海道・東日本ブロックA決勝ライブにて投票2位、物販1位で総合1位を獲得。10月1日 - 3日に開催される「TOKYO IDOL FESTIVAL 2021」出場権を獲得。
- 8月22日、「Believers」CD購入帯特典によるシークレットライブが午前中開催される。ビンゴ大会で、Believersの発売にあたり、CDショップでCDを購入した際のレシート特典のサインの原本が出される。同日午後、店舗でステージがあり、新プロジェクトで10ヶ月連続ステージ開催を発表。（ネクストチャレンジ10番勝負 PrettyAsh to the Future 2022）
- 10月2日、「TOKYO  IDOL  FESTIVAL 2021」出演。カラオケバトルにてHARUKA優勝。サイクリングバトルにてAKANE準優勝。
- 10月16日、ネクストチャレンジ10番勝負 Pretty Ash to the Future 2022 #03 、初ワンマンライブをTwinBox AKIHABARAにて開催。
- 12月18日、2ndワンマンライブをTwinBOX AKIHABARAにて開催。そこで3番目の新衣装お披露目。
- 12月22日、SHOWROOMにてPrettyAshアバターの配布開始。

### 2022年
- 2月23日、ネクストチャレンジ10番勝負 PrettyAsh to the Future 2022 #07 、3rdワンマンライブをP.A.R.M.Sにて開催。
- 4月10日、エラバレシと2マンライブ「エラバレシ × Pretty Ash 2マンライブ」を西川口Live House Heartsにて開催。
- 5月15日、ネクストチャレンジ10番勝負 PrettyAsh to the Future 2022 #10 、4thワンマンライブをP.A.R.M.Sにて開催。
- 8月11日、5thワンマンライブ～恋は毒だ～を赤羽ReNY alphaにて開催。
- 8月20日、ピュアリーモンスターとNext☆Ricoと3マンライブ「ピュアリーモンスター Pure Soul Live ～ピュアリーモンスター × Pretty Ash × Next☆Rico 3マンライブ」を横浜みなとみらいブロンテにて開催。
- 8月20日、エラバレシと2マンライブ「Pretty Ash × エラバレシ 2マンライブ」を横浜みなとみらいブロンテにて開催。
- 8月30日、3rdシングルCD「恋は毒だ」発売。
- 10月15日、6thワンマンライブ～RURIKAバースデースペシャル～を横浜みなとみらいブロンテにて開催。
- 12月30日、2023年2月25日のライブをもって、現体制を終了することを発表。

### 2023年
- 1月3日、Pretty Ash 2023新年スペシャル 〜新年から盛り上がっていくぜ!!!〜を大塚Hearts Nextにて開催。
- 1月7日、INORI・MIO Birthday Live2022~2023をSHINAGAWA J-SQUAREにて開催。
- 1月29日、 エラバレシと2マンライブ「なんてったってアイドル」を 下北沢ReGにて開催。
- 2月4日、Pretty Ash ONE-MAN GIGを昼と夜、Space emo IKEBUKUROにて開催。
- 2月23日、AKANE BirthdayLive2023を大塚Hearts＋にて開催。
- 2月25日、Pretty Ash ワンマンライブ～現体制終了ライブ～を横浜みなとみらいブロンテにて開催。RURIKA、AKANE、MIO、HARUKA、SARA、INORI卒業。

## 作品

### シングル
| No | 発売日        | タイトル         | C/W                                           | 規格品番                                                                  | 備考 |
| -- | ------------- | ---------------- | --------------------------------------------- | ------------------------------------------------------------------------- | ---- |
| 1  | 2020年4月7日  | アイデンティティ | - 僕たちはイカロスじゃない - 限界突破でWe Go! | DVD付属盤 BSPC-0053 通常盤A BSPC-0054 通常盤B BSPC-0055 通常盤C BSPC-0056 |      |
| 2  | 2021年5月18日 | Believers        | - Say Hello - Reality                         | DVD付属盤 BSPC-0060 通常盤A BSPC-0061 通常盤B BSPC-0062 通常盤C BSPC-0063 |      |
| 3  | 2022年8月30日 | 恋は毒だ         | - STEADY - はじまりのうた                     | DVD付属盤 BSPC-0067 通常盤 BSPC-0068 A盤 BSPC-0069 B盤 BSPC-0070          |      |

## メディア出演

### ラジオ
- バクステSTATION（パーソナリティ：AKANE、MIRI、（SARA（Pretty Ash加入前））、2019年4月15日 - 10月28日（毎週月曜日）、渋谷クロスFM）
  - （2019年7月8日は、MIRI、SARA（Pretty Ash加入前）のみ）
- バクステSTATION2nd
  - （パーソナリティ：MIO、YUKA、MAFUYU、2020年1月27日 - 3月23日（毎週月曜日）、渋谷クロスFM）
    - （2020年2月10日はYUKA、MAFUYUのみ）

  - （パーソナリティ：MIO、YUKA、2020年6月8日 - 12月28日（第2月曜日、第4月曜日）、渋谷クロスFM）
- バクステSTATION3rd（パーソナリティ：MIO、HARUKA、2021年1月11日 - 12月27日（第2月曜日、第4月曜日）、渋谷クロスFM）
- みんな集まれ！ワクワクサワー、（サブパーソナリティ：RURIKA、2021年4月5日 - 2022年11月27日、（週刊放送）、各コミュニティラジオFM放送局）
- バクステSTATION4th（パーソナリティ：MIO、HARUKA、2022年1月10日 - 2022年12月26日、（第2月曜日、第4月曜日）、渋谷クロスFM）

### メンバーSNS
RURIKA(浅田るりか)　
- RURIKA(浅田るりか) (@rurikaasada_bs) - X（旧Twitter）
- RURIKA(浅田るりか) - SHOWROOM
- 浅田るりか - CHEERZ

AKANE(美里朱音)　
- AKANE(美里朱音) (@akn_bkst) - X（旧Twitter）
- AKANE(美里朱音) - SHOWROOM
- 美里朱音 - CHEERZ

IROHA(小鳥遊彩)　
- IROHA(小鳥遊彩) (@tkns168bspa) - X（旧Twitter）
- IROHA(小鳥遊彩) - SHOWROOM
- 小鳥遊彩 - CHEERZ

MIO(桃山美緒)　
- MIO(桃山美緒) (@mio_momoyama) - X（旧Twitter）
- MIO(桃山美緒) - SHOWROOM
- 桃山美緒 - CHEERZ

HARUKA(寿春歌)　
- HARUKA(寿春歌) (@ktbk1139_bcst) - X（旧Twitter）
- HARUKA(寿春歌) - SHOWROOM
- 寿春歌 - CHEERZ

SARA(一ノ瀬沙良)　
- SARA(一ノ瀬沙良) (@sara__ichinose) - X（旧Twitter）
- SARA(一ノ瀬沙良) - ウェイバックマシン（2022年5月30日アーカイブ分） - SHOWROOM
- 一ノ瀬沙良 - CHEERZ

INORI(平松いのり)　
- INORI(平松いのり) (@inoricha_bsp) - X（旧Twitter）
- INORI(平松いのり) - SHOWROOM
- 平松いのり - CHEERZ

MIKI(伊宮みき)　
- MIKI(伊宮みき) (@imiyamikis2) - X（旧Twitter）

MAFUYU(巴まふゆ)　
- MAFUYU(巴まふゆ) (@nyantamafuyu) - X（旧Twitter）

MIRI(真田美璃)　
- MIRI(真田美璃) (@miri_bsp) - X（旧Twitter）

NACO(春日菜子)　
- NACO(春日菜子) (@kasuga_75) - X（旧Twitter）

YUI(夕咲ゆい)　
- YUI(夕咲ゆい) (@yui_bsp) - X（旧Twitter）
- 夕咲ゆい - CHEERZ

YUKA(佐藤優香)　
- YUKA(佐藤優香) (@yuunyan_bsp) - X（旧Twitter）
- YUKA(佐藤優香) - SHOWROOM
- 佐藤優香 - CHEERZ